# 呂号第六十二潜水艦
| 画像をアップロード |                                                                |
| 艦歴               |                                                                |
| 計画               | 大正12年度艦艇補充計画                                         |
| 起工               | 1922年9月8日                                                   |
| 進水               | 1923年9月29日                                                  |
| 就役               | 1924年7月24日                                                  |
| 除籍               | 1945年11月20日                                                 |
| その後             | 1946年5月 伊予灘で海没処分                                     |
| 性能諸元           |                                                                |
| 排水量             | 基準：988トン 常備：1,060.3トン 水中：1,301トン                |
| 全長               | 76.20m                                                         |
| 全幅               | 7.38m                                                          |
| 吃水               | 3.96m                                                          |
| 機関               | ヴィッカース式ディーゼル2基2軸 水上：2,400馬力 水中：1,600馬力 |
| 速力               | 水上：15.7kt 水中：8.6kt                                       |
| 航続距離           | 水上：10ktで5,500海里 水中：4ktで80海里                        |
| 燃料               | 重油                                                           |
| 乗員               | 48名                                                           |
| 兵装               | 40口径8cm単装砲1門 53cm魚雷発射管 艦首6門 魚雷12本             |
| 備考               | 安全潜航深度：60m                                              |

呂号第六十二潜水艦（ろごうだいろくじゅうにせんすいかん）は、日本海軍の潜水艦。呂六十型潜水艦（L4型）の3番艦。竣工時の艦名は第七十三潜水艦。

## 艦歴
- 1922年（大正11年）9月8日 - 三菱神戸造船所で起工。
- 1923年（大正12年）9月29日 - 進水
- 1924年（大正13年）7月24日 - 竣工。第七十三潜水艦と命名。第26潜水隊に編入。
  - 11月1日 - 呂号第六十二潜水艦に改名。
- 1928年（昭和3年）7月10日 - 予備艦となる[2]。
- 1931年（昭和6年）11月14日 - 予備艦となる[2]。
- 1934年（昭和9年）11月15日 - 予備艦となる[2]。
- 1938年（昭和13年）6月1日 - 艦型名を呂六十型に改正[3]。
- 1941年（昭和16年）12月8日 - 第7潜水戦隊第26潜水隊所属として、クェゼリンで待機[4]
  - 12月12日 - ウェーク攻略部隊に編入[4]。
  - 12月14日 - クェゼリンを出航し、ウェーク島方面へ航行[4]。
  - 12月17日 - 呂66と衝突し、呂66は沈没[4]。
  - 12月28日 - クェゼリン着[4]。
- 1942年（昭和17年）1月5日 - マーシャル防備部隊に編入[4]。
  - 3月20日 - 佐世保着[4]。
  - 5月31日 - 佐世保を出航し、サイパン、トラック方面で活動[4]。
  - 7月5日 - 横須賀着[4]。
  - 7月14日 - 第5艦隊に編入[4]。
  - 7月24日 - 北方に派遣となり横須賀を出港。30日、幌筵島に到着[4]。
  - 8月6日 - キスカ島に到着。以後、同方面で活動[2][4]。
  - 8月29日 - アトカ島ナザン湾の監視任務に就く[4]。
  - 9月 - キスカ湾周辺の哨戒任務に就く[4]。
  - 10月1日 - アダック島の北方哨戒任務に就く[4]。
  - 11月5日 - 横須賀着[4]。
  - 11月15日 - 呉鎮守府部隊に編入。練習艦となる[4]。
- 1945年（昭和20年）8月15日 - 終戦時は舞鶴に所在[5]。
  - 11月20日 - 除籍
- 1946年（昭和21年）5月 - 米軍により伊予灘にて海没処分[2]。

## 歴代艦長
※『艦長たちの軍艦史』463-464頁及び『官報』による。階級は就任時のもの。

### 艤装員長
- 不詳

### 艦長
- 堀江吉正 少佐：1924年7月24日[6] - 1925年12月1日[7]
- 福沢常吉 大尉：1925年12月1日 - 1927年12月1日
- 今和泉喜次郎 大尉：1927年12月1日 - 1929年11月1日[8]
- （兼）嘉村嘉六 少佐：1929年11月1日[8] - 1929年11月30日[9]
- 佐々木半九 少佐：1929年11月30日 -
- 魚住治策 少佐：1930年4月24日 -
- 佐々木半九 少佐：不詳 - 1930年12月1日[10]
- 玉木留次郎 少佐：1930年12月1日 - 1931年11月14日
- （兼）鳥居威美 大尉：1931年11月14日[11] - 1932年9月24日[12]
- 岡本義助 少佐：1932年9月24日 - 1934年11月1日
- 大畑正 大尉：1934年11月1日 - 11月15日
- （兼）七字恒雄 少佐：1934年11月15日[13] - 12月15日[14]
- （兼）殿塚謹三 大尉：1934年12月15日[14] - 1935年11月15日[15]
- （兼）伊豆寿市 少佐：1935年11月15日[15] - 1936年2月15日[16]
- （兼）戸上一郎 大尉：1936年2月15日[16] - 12月1日[17]
- 田中万喜夫 少佐：1938年12月15日 - 1940年1月20日[18]
- （兼）大橋勝夫 少佐：1940年10月15日[19] - 1940年10月30日[20]
- 大田武 少佐：1940年10月30日 - 1941年7月31日[21]
- 滝沢是介 少佐：1941年7月31日 -
- 島田武夫 大尉：1942年5月23日 -
- 佐藤作馬 大尉：1942年10月15日 -
- 野村俊治 大尉：1943年3月16日 -
- 榎本泰夫 大尉：1943年8月20日 -
- 筑土龍男 大尉：1943年12月20日 -
- 上拾石康雄 大尉：1944年4月30日 -
- 中川博 大尉：1944年8月25日 -
- 小野信平 大尉：1944年12月15日 -
- 早川尋匡 少佐：1945年7月20日 -